# 林步随

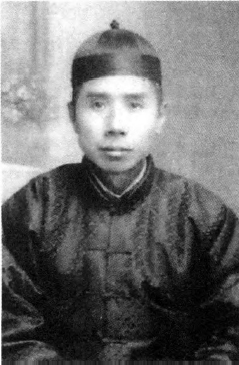
林步随

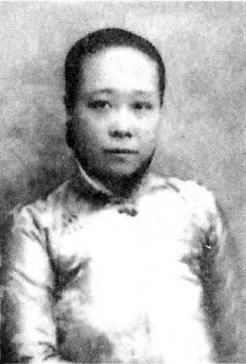
林步随的妻子傅璇漪

林步随（1881年（一说1872年）？—？） 字季武，号寄坞。福建闽侯（今福州）人。清朝及中华民国官员。

## 生平
林步随是清朝光绪二十九年（1903年）癸卯科进士，选翰林院庶吉士，后散馆授检计。不久，他奉派赴美国，任“留学生监督”。在美国，他和顾维钧、颜惠庆、施肇基、王宠惠等人相熟。他留学美国西北大学，在美国共住了八、九年。
归国后，他在北洋政府时期曾任国务院法制局参事，任内曾为弗兰克·约翰逊·古德诺担任翻译，将古德诺所作《共和与君主论》由英文译成中文在《亚细亚日报》发表。 其间，他还曾任约法会议秘书。 1922年6月12日在第一次顏惠慶內閣时期署任国务院秘书长。 1922年至1923年，林步随任币制局副总裁。1926年至1928年，林步随任国务院铨叙局局长。南京国民政府成立后，他弃官从商，先后开办过山西汽车运输公司，通州电力公司，后来曾任天津聚兴诚银行经理。他兴办的企业都失败了，家道中落。
1930年代，日本占领北平后，林步随在北平任一家职业学校的校长。 他晚年常和陈宝琛等清朝遗老轮流在各自的家里举行诗会。

## 家庭
- 曾祖父：林则徐
- 祖父：林拱樞，是林则徐的三子。
- 父：林毓良，是林拱枢的长子。林步随是林毓良的七子。
- 妻：傅璇漪，湖南长沙人，出身大户人家。[5]
- 长女：林圣观（1914年－）[8]
  - 长女婿：卡尔·秉格，曾任德中友好协会会长[8]
- 长子：李良（林曾同，1917年－1969年7月18日）［李良故于1969年2月27日］曾从事国家安全保卫工作[8]
- 次子：林兴（林佛心，1919年－1993年）[8]
- 次女：傅秀（林锦双，1921年－2001年）[8]
  - 外孙：高文谦，傅秀的儿子[8]
- 三女：林子东（1921年－），曾任全国政协委员[8]
- 三子：凌青（林墨卿，1923年－2010年）中华人民共和国外交官[8]